# Капітан залишає судно останнім
Капітан залишає судно останнім (в інтерпретації різними мовами може звучати як Капітан тоне разом зі судном) — традиція та правило судноплавного кодексу, яке вимагає від капітана судна у випадку надзвичайної ситуації на судні залишити його лише за умови порятунку всіх пасажирів та інших членів екіпажу. На практиці відбувається так, що капітан стає керівником рятувальної операції, яку здійснює тільки із борта судна, у результаті чого може його покинути тільки з останнім врятованим. Правило є невід'ємним у кодексі честі судноплавства.

## Історія
Правило остаточно встановилося у Вікторіанську епоху, коли популярними були ідеали лицарства. Із даним кодексом пов'язане також правило «спочатку жінки та діти». Капітану судна надавалися надзвичайні повноваження та закріплювався цілий ряд обов'язків, що зумовлювало виключну відповідальність мореплавця. Загинути, врятувавши при цьому інших, було честю для капітана, оскільки мореплавці навіть цивільних суден мали військові звання та статус службовця, що у свою чергу надавало їм надзвичайно великої відповідальності перед урядом, який довірив їм відповідну справу, а також пасажирами та членами команд, перед якими вони мали ще більшу моральну відповідальність.
На сьогодні традиція загалом залишається правилом морського кодексу, порушення цього правила в сучасній юриспруденції інтерпретується як «злісне невиконання службових обов'язків» або «службова недбалість», а у випадку загибелі людей — «ненавмисне вбивство», оскільки обов'язком капітана є управління рятувальною операцією. У випадку ж його втечі із судна, рятувальні дії можуть бути незлагодженими та недосконалими, що може призвести до загибелі людей. З цього приводу у сучасних правових кодексах екіпажу судна, у тому числі Кодексі торговельного мореплавства України сказано таке:
| Стаття 64. Дії капітана судна у разі небезпеки загибелі судна Якщо, на думку капітана, судну загрожує неминуча загибель, після вжиття всіх заходів для рятування пасажирів капітан дозволяє судновому екіпажу залишити судно. Капітан залишає судно останнім після вжиття всіх можливих заходів для рятування суднового, радіо- і машинного журналів, карт цього рейсу, документів, цінностей. У разі загибелі судна, куди б його екіпаж не було доставлено, капітан зберігає свої права і виконує обов'язки стосовно екіпажу[1]. |

## Приклади в історії

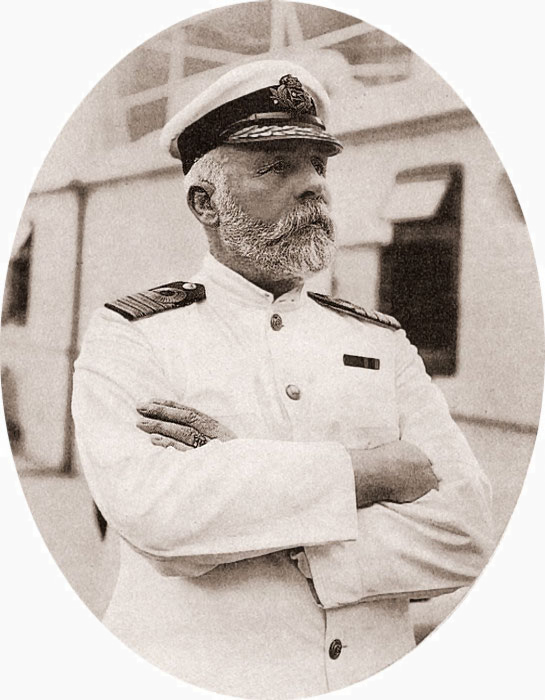
Едвард Джон Сміт — капітан «Титаніка». Приклад мужності та відваги капітана.

Чи не найвідомішим прикладом героїчного подвигу є британський капітан Едвард Джон Сміт. Видатний мореплавець загинув 15 квітня 1912 року у результаті однієї з наймасштабніших в історії морських катастроф — катастрофи пасажирського лайнера «Титанік». Едвард Д. Сміт був капітаном «Титаніка» в його першому рейсі, після здійснення якого планував вийти на пенсію. За даними його біографів та дослідників катастрофи «Титаніка», капітан загинув в очікуванні своєї смерті на капітанському містку. Разом з ним останнє плавання здійснили 1496 пасажирів та членів екіпажу.
Найвідомішим в сучасній історії прикладом порушення морського кодексу є італійський капітан Франческо Скеттіно. Бувши капітаном круїзного лайнера «Коста Конкордія», який 12 січня 2012 року сів на підводні скелі поблизу острова Джильйо, він покинув судно та втік на берег, де спостерігав за рятувальною операцією, якою мав би керувати. У результаті катастрофи лайнера 15 осіб загинуло, 17 вважалися зниклими безвісти. Скеттіно був звинувачений у ненавмисному вбивстві та службовій недбалості, наслідком якої була загибель людей. У результаті слідства капітану винесено вирок — 16 років позбавлення волі.